# Pseudomyrmex eduardi
Pseudomyrmex eduardi är en myrart som först beskrevs av Auguste-Henri Forel 1912.  Pseudomyrmex eduardi ingår i släktet Pseudomyrmex och familjen myror. Inga underarter finns listade i Catalogue of Life.

## Bildgalleri

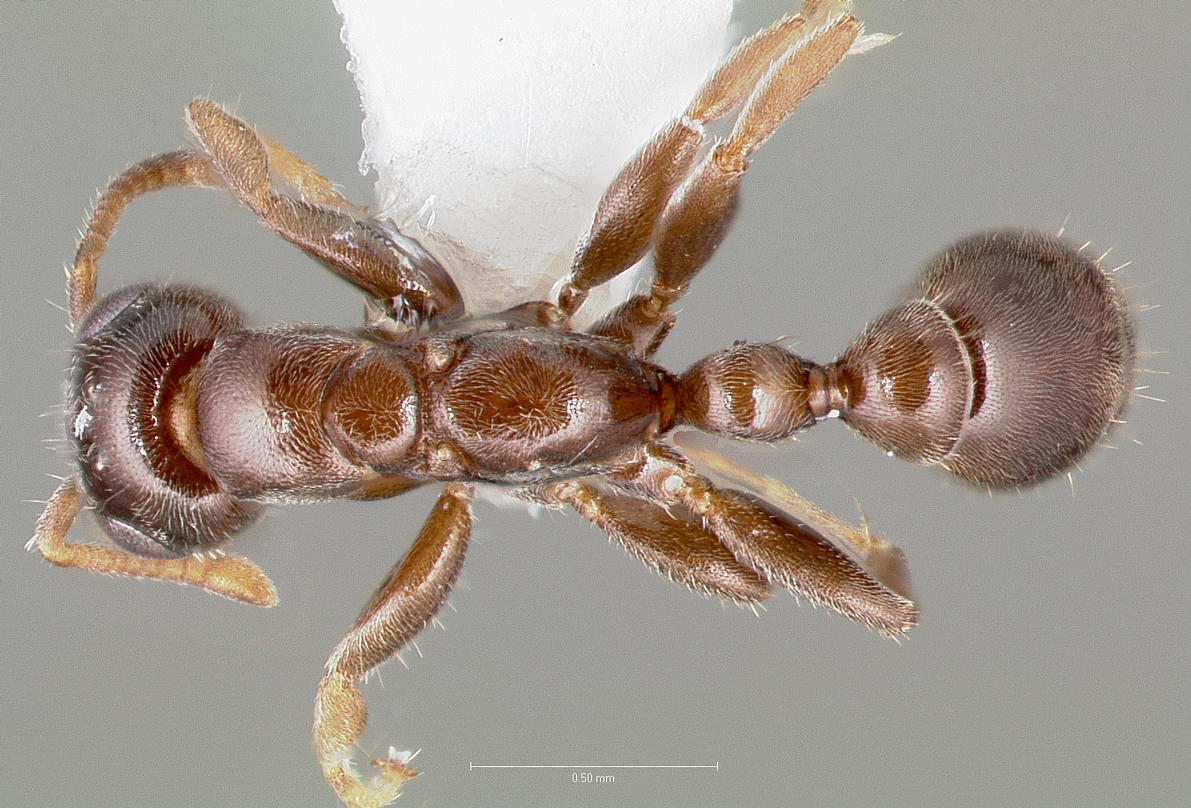
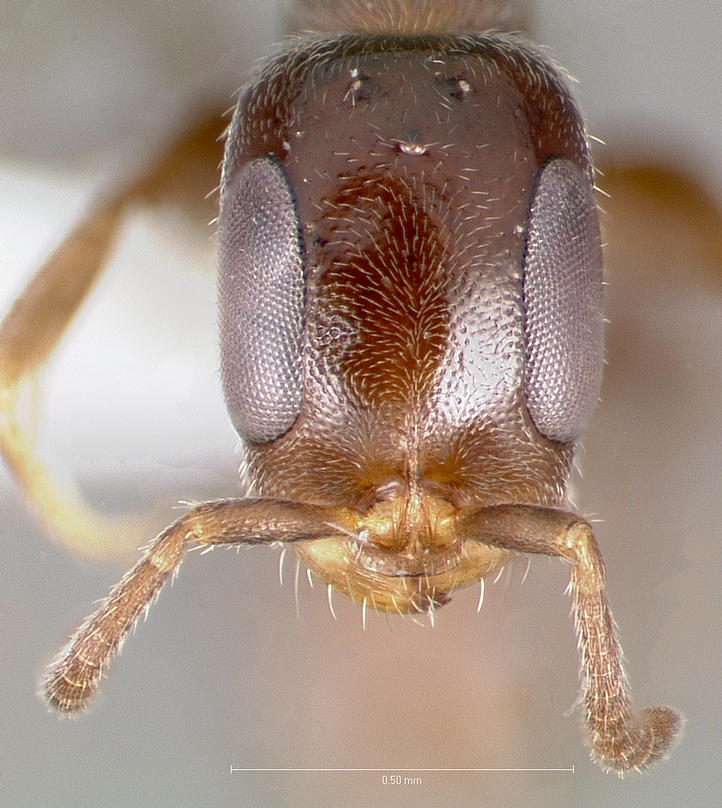
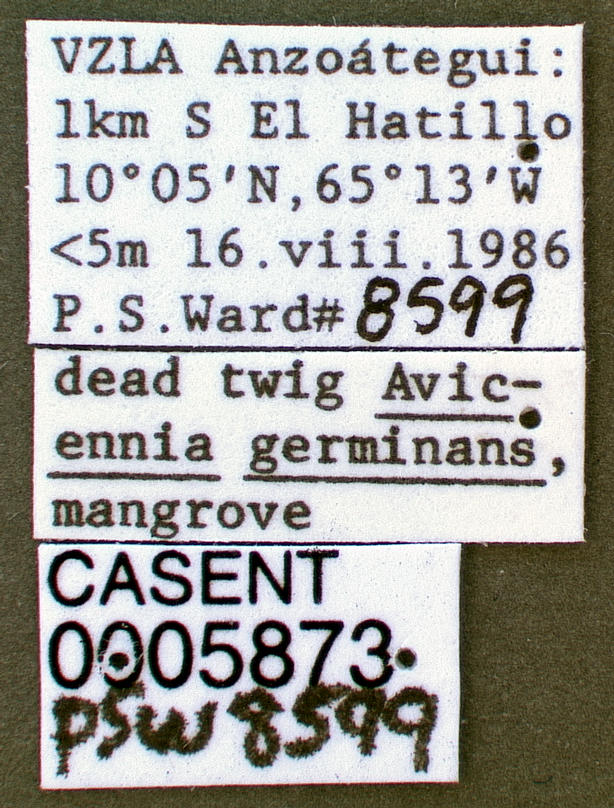
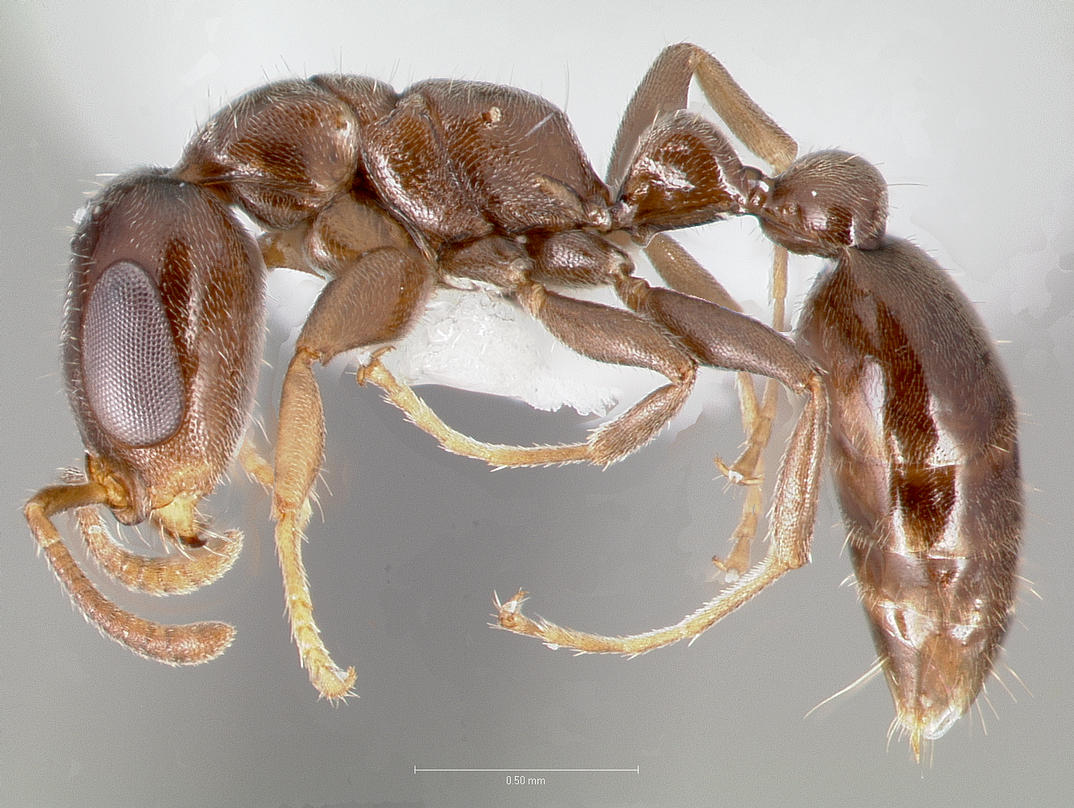
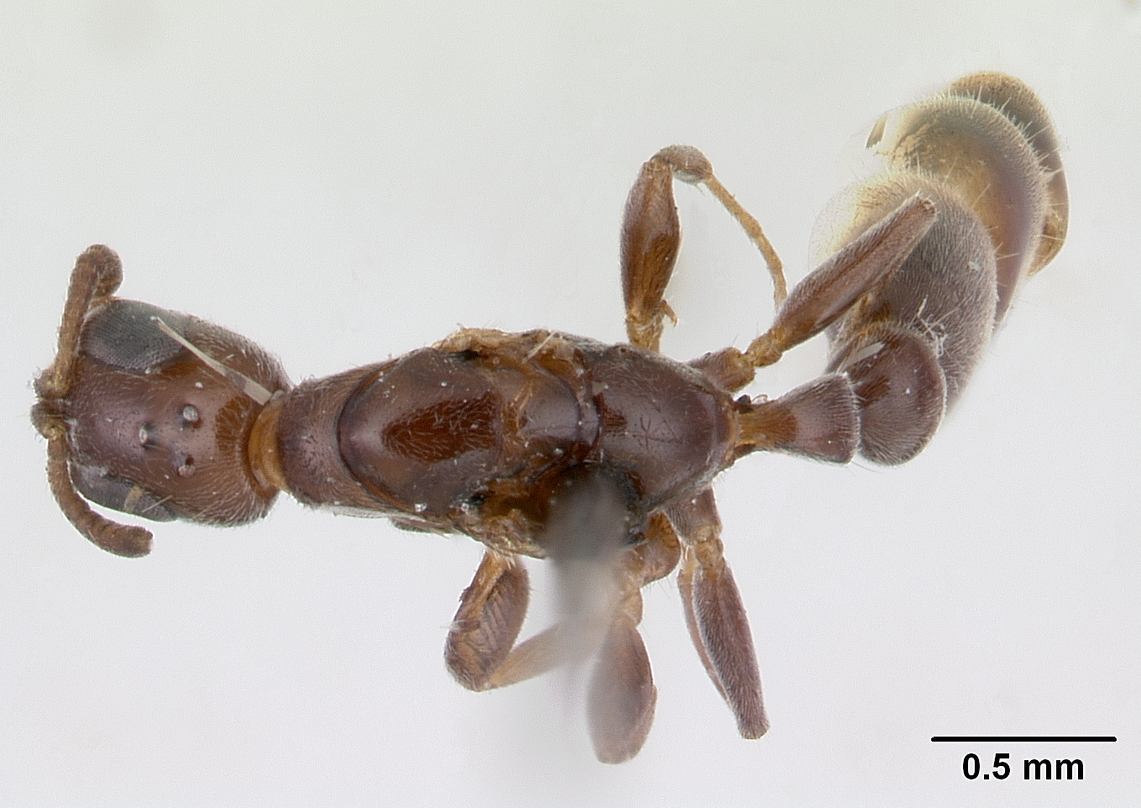
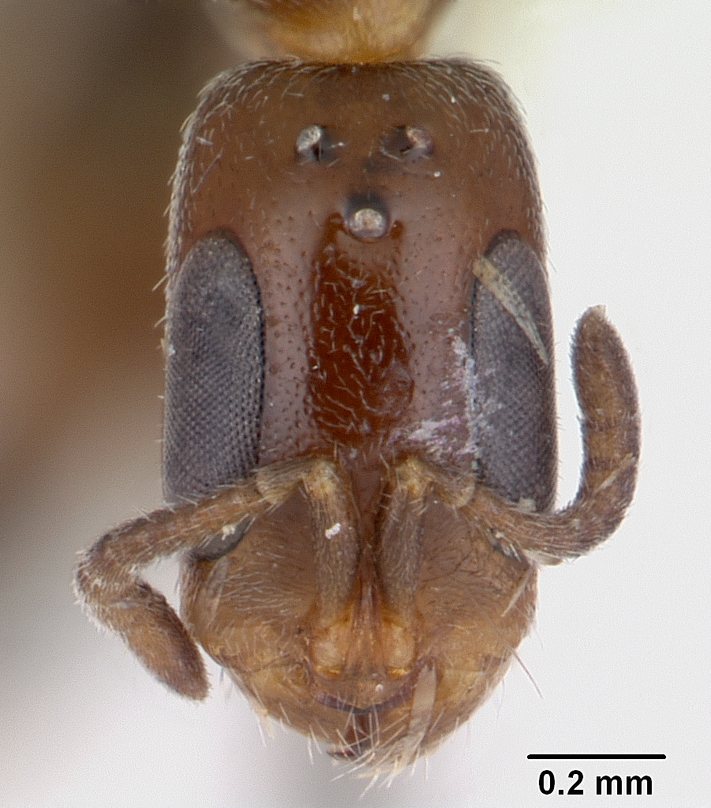